# كلارتان
كلارتان هي قرية في مقاطعة أصفهان، إيران. يقدر عدد سكانها بـ 537 نسمة بحسب إحصاء 2016.